# Kartal Balaban
Hüseyin Kartal Balaban (* 16. Februar 1980 in Istanbul) ist ein türkischer Schauspieler und Fernsehmoderator.

## Leben und Karriere
Balaban wurde am 16. Februar 1980 in 
Istanbul geboren. Er absolvierte sein Studium an der Bursa Uludağ Üniversitesi im Fachbereich Arbeitsökonomie und Industrielle Beziehungen. Sein Debüt gab er 2002 in der Fernsehserie Çekirdek Aile. Anschließend moderierte er von 2003 bis 2007 die Sendung Genç Magazin. Zwischen 2006 und 2007 war er in der Serie Sıla zu sehen.
Außerdem spielte er 2010 in Doktorlar mit. Im selben Jahr wurde Balaban für die Serie Kayıp Madalyon gecastet. Unter anderem bekam er 2015 eine Rolle in Hayat Mucizelere Gebe. 2021 setzte er seine Karriere in Kuruluş Osman fort.
Balaban ist mit Ebru Balaban verheiratet.

## Filmografie
Serien
- 2002: Çekirdek Aile
- 2004: Çemberimde Gül Oya
- 2006: Tutkunum Sana
- 2006–2007: Sıla
- 2008–2009: Gece Gündüz
- 2010: Doktorlar
- 2010: Kayıp Madalyon
- 2011: Firar
- 2015: Hayat Mucizelere Gebe
- 2021: Kuruluş Osman

## Moderation

### Ehemalig
- 2003–2007: Genç Magazin, Kanal D
- 2013: Çılgın Teyzeler, Star TV